# Sobiesław III
Sobiesław III (ur. ok. 1235, zm. 11 kwietnia 1254 w Strzałowie) – syn Sambora II księcia lubiszewsko-tczewskiego z dynastii Sobiesławiców.
Był jedynym synem Sambora II. Podczas pobytu w księstwie rugijskim niespodziewanie zmarł 11 kwietnia w Strzałowie (Stralsundzie), został pochowany w miejscowym kościele dominikańskim pod wezwaniem św. Jana.